# Opalia montereyensis
Opalia montereyensis är en snäckart som först beskrevs av Dall 1907.  Opalia montereyensis ingår i släktet Opalia och familjen vindeltrappsnäckor. Inga underarter finns listade i Catalogue of Life.